# Jørn Dohrmann
Jørn Dohrmann (ur. 9 stycznia 1969 w Koldingu) – duński polityk, z zawodu mechanik, poseł do Folketingetu, deputowany do Parlamentu Europejskiego VIII kadencji.

## Życiorys
Z zawodu automechanik, był zatrudniony w różnych przedsiębiorstwach. W latach 1989–1994 jako serwisant koncernu MAN SE pracował w Szwajcarii, Niemczech i Australii. Zaangażował się w działalność Duńskiej Partii Ludowej. Był radnym gminy Vamdrup (2001–2006), następnie został radnym Koldingu. W 2001 po raz pierwszy wybrany na posła do Folketingetu, reelekcję uzyskiwał w 2005, 2007 i 2011. W 2014 uzyskał mandat posła do Europarlamentu VIII kadencji.
27 kwietnia 2012 został odznaczony krzyżem kawalerskim Orderu Danebroga.